# Park Krajobrazowy Puszcza Zielonka
Park Krajobrazowy Puszcza Zielonka – park krajobrazowy w województwie wielkopolskim, położony na północny wschód od Poznania, między Murowaną Gośliną, Skokami, Kiszkowem i Pobiedziskami, na terenie gmin Czerwonak, Kiszkowo, Murowana Goślina, Pobiedziska i Skoki.
Park został utworzony w 1993, w celu zachowania i ochrony największego i najbardziej zbliżonego do naturalnego kompleksu leśnego, o dużych wartościach przyrodniczych i naukowo-dydaktycznych.
Po korektach granic powierzchnia parku wynosi 12 202,0 ha, z czego około 80% to tereny leśne. Przez teren parku przepływają rzeki: Warta, Trojanka (Goślinka), Struga Wierzenicka i Potok Dzwonowski oraz znajdują się jeziora: Czarne, Pławno, Kościołek, Leśne, Bolechowskie, Kamińskie i Miejskie. Wokół parku utworzono otulinę o powierzchni 9538,55 ha.

## Rezerwaty
W obrębie Parku utworzone są rezerwaty przyrody:
- Klasztorne Modrzewie koło Dąbrówki Kościelnej
- Las Mieszany w Nadleśnictwie Łopuchówko
- Żywiec Dziewięciolistny
- Jezioro Czarne
- Jezioro Pławno

Poza obszarem Parku Krajobrazowego i jego otuliny leży rezerwat Śnieżycowy Jar (nazwa pochodzi od występującej tam rośliny śnieżycy wiosennej).

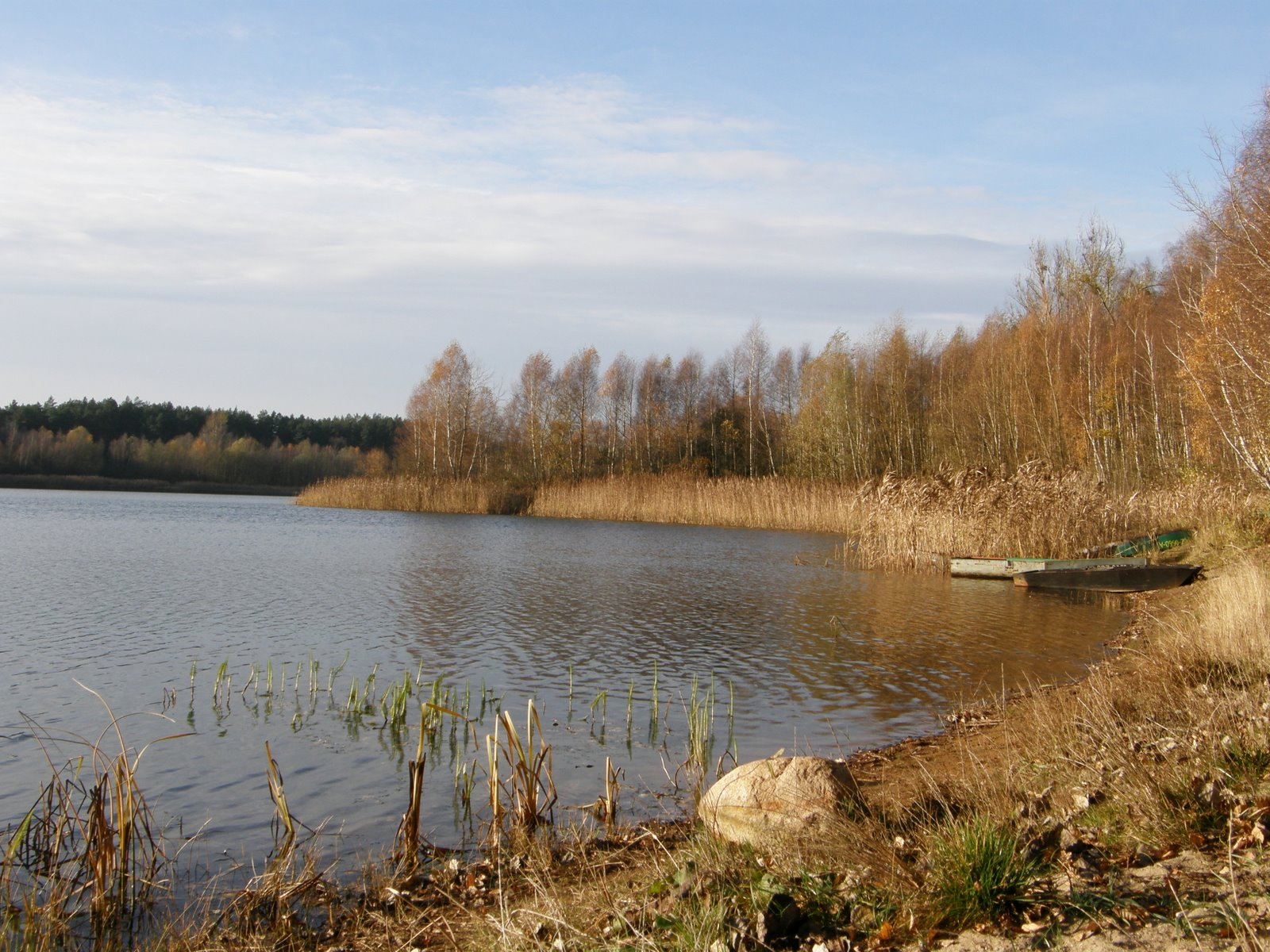
Jezioro Kamińskie

## Użytki ekologiczne
- Obszar na terenie wsi Głęboczek, Głębocko, Uchorowo i Zielonka o powierzchni 37,47 ha,
- „Mokradła nad Jeziorem Kamińskim” o powierzchni 5,57 ha.

## Obiekty przyrodnicze
- Dziewicza Góra (143 m n.p.m.), pagórkowata morena denna, wyniesiona 90–110 m n.p.m., uroczysko Maruszka, rynny polodowcowe: od Pobiedzisk po dolinę Warty, dolina Goślinki, rynna Dzwonówki.
- pomnik przyrody Dąb Bartek o obwodzie pnia przy ziemi 740 cm, w miejscowości Owińska[2]

## Fauna
Na terenie parku bytują: jelenie, sarny, daniele, dziki, zające, wiewiórki, żmije, zaskrońce, lisy, dzikie króliki, borsuki, kuny, wydry, bobry, łosie, wilki, kruki, żurawie, bociany czarne, bieliki, orliki, rybołowy, raki, pijawki lekarskie.

## Flora
Roślinność parku stanowią m.in.: sosna, buk, klon, jawor, jarząb brekinia, dąb, grab, żubrówka leśna, sasanka dzwonkowata, oman wierzbolistny i oman kosmaty, pełnik europejski, lilia złotogłów, kokorycz pusta, fiołek przedziwny, orlik pospolity, brzoza, olcha, świerk, jesion, lipa, modrzew, żywiec dziewięciolistny, marzanka wonna, kokoryczka wielokwiatowa, kłoć wiechowata, widłak torfowy, mszar i mokradłacz, rosiczka okrągłolistna, żurawina błotna, jaskier wielki, rdestnica błyszcząca.

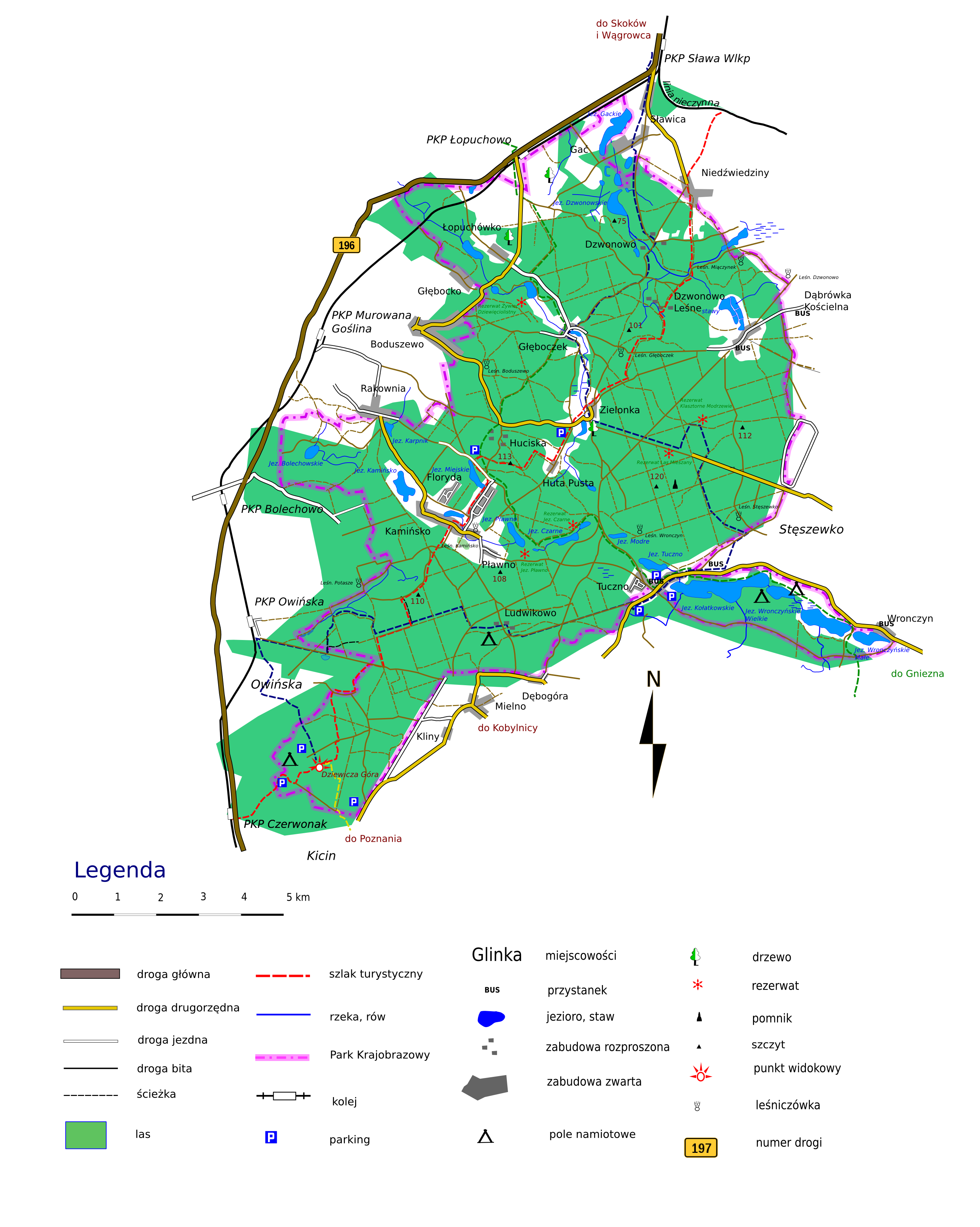
Mapa parku krajobrazowego